# Хуго фон Монфор
Хуго фон Монфор/Хуго XII/IX фон Монфор фон Монфор-Брегенц и Пфаненберг (на немски: Hugo XII/IX 'der Minnesänger' Graf von Montfort-Bregenz-Pfannberg) е граф на Монфор-Брегенц и Пфаненберг („ de iure uxoris“), минезенгер и автор на лирични стихотворения. Чрез майка си той е роднина на Хабсбургите и е в свитата на австрийските херцози.

## Биография
Роден е през 1357 година в Брегенц, Австрия. Той е син на граф Вилхелм II фон Монфор-Брегенц/III († 1373/1374) и втората му съпруга графиня Урсула фон Пфирт († 1367), вдовица на граф Хуго фон Хоенберг († 1354), дъщеря на граф Улрих III фон Пфирт († 1324) и Жана Бургундска от Дом Шалон († 1349).
Хуго фон Монфор прави политическа кариера на служба на Хабсбургите. Той е главнокомандващ на херцогските австрийски войски в Италия, дворцов майстер на херцог Леополд IV Хабсбург, ландесхауптман на Щирия (1413 – 1415), ландфогт в Тургау, Ааргау и Шварцвалд. През 1399 г. купува крепостния замък в Източна Щирия. Когато баща му умира Хуго и полубрат му Конрад фон Монфор-Брегенц († 1387) разделят наследството през 1378 г.
Хуго фон Монфор става през 1398 г. на Светия гроб Господен в Йерусалим рицар на Ордена на Светия гроб Господен, заедно с Освалд фон Волкенщайн и Албрехт IV Австрийски.
Умира на 4 април 1423 г. в Брук ан дер Мур в Щирия, Австрия.

## Фамилия
Първи брак: около 16 юни 1373 г. се жени за Маргарета фон Пфанберг († сл. 1388/пр. 1396), наследничка на Хойнбург и Маншперг, вдовица на Ханус фон Цили († 29 април 1372), дъщеря на граф Йохан фон Пфанберг († 1362) и Маргарета фон Шаунберг († сл. 1380), дъщеря на граф Рудолф фон Шаунберг († 1347/1348). Майка ѝ е от пр. 16 юни 1373 г. третата съпруга на баща му Вилхелм II. Те имат две деца:
- Улрих IV фон Монфор-Брегенц († пр. 1423), женен пр. 28 април 1402 г. за Гута фон Щадек († пр. 26 април 1413), дъщеря на Анна фон Нойхауз, третата съпруга на баща му.
- Маргарета ван Монфор (* ок. 1395; † 1420), омъжена ок. 1416 г. за Коломан (Зигизмунд) фон Виндиш-Грец († 1430)

Втори брак: през 1391/1395/1396 г. се жени за Клеменция фон Тогенбург († 1399/ 1401), дъщеря на граф Дитхелм VI фон Тогенбург († 1385) и Катарина фон Верденберг-Хайлигенберг († 1395/сл. 1397). Бракът е бездетен.
Трети брак: през 1402 г. се жени (двойна сватба) за Анна фон Нойхауз († сл. 1426), вдовица фон Щадек. Те имат един син:
- Стефан фон Монфор († 14/27 август 1437).